# مدال دفاع از سواستوپول
مدال دفاع از سواستوپول (به روسی: Медаль За оборону Севастополя) یک مدال جنگی اتحاد جماهیر شوروی سوسیالیستی در جنگ جهانی دوم که در ۲۲ دسامبر ۱۹۴۲ بنا شده است و با حکم هیئت رئیسه عالی اتحاد جماهیر شوروی سوسیالیستی برای مدافعان نظامی و غیرنظامی سواستوپول که در برابر نیروهای آلمان نازی مقابله کردند به وجود آمده است.